# Waata
Le waata est une langue afro-asiatique de la branche des langues couchitiques parlée au Nord du Kenya, dans les régions de Tana River et de Kilifi de la Province Côtière par 17 400 Oromos Waata.

## Classification
Le waata est une des langues oromo classé parmi les langues couchitiques orientales à l'intérieur desquelles il constitue le sous-groupe couchitique oriental des basses terres, avec les autres langues oromo telles que le borana et l'orma.
Stroomer considère le waata comme un dialecte oromo.

## Phonologie
Les tableaux montrent la phonologie du waata: les consonnes et les voyelles.

### Voyelles
|         | Antérieure    | Centrale      | Postérieure   |
| ------- | ------------- | ------------- | ------------- |
| Fermée  | i [i] ii [iː] |               | u [u] uu [uː] |
| Moyenne | e [e] ee [eː] |               | o [o] oo [oː] |
| Ouverte |               | a [a] aa [aː] |               |

### Consonnes
|              |              | Bilabiales | Dentales | Alvéol. | Dorsales  | Dorsales | Glottales |
| ------------ | ------------ | ---------- | -------- | ------- | --------- | -------- | --------- |
| Palatales    | Vélaires     | Bilabiales | Dentales | Alvéol. |           |          | Glottales |
| Occlusives   | Sourde       |            | t [t]    |         |           | k [k]    | ʔ [ʔ]     |
| Occlusives   | Sonore       | b [b]      | d [d]    |         |           | g [g]    |           |
| Occlusives   | Éjectives    | p’ [pʼ]    | t’ [tʼ]  |         |           | k’ [kʼ]  |           |
| Occlusives   | Implosives   |            | ɗ [ɗ]    |         |           |          |           |
| Fricative    | Fricative    | f [f]      | s [s]    |         | š [ ʃ ]   |          | h [h]     |
| Affriquée    | Sourde       |            |          |         | c [ t͡ʃ ]  |          |           |
| Affriquée    | Sonore       |            |          |         | j [ d͡ʒ]   |          |           |
| Affriquée    | Éjectives    |            |          |         | c’ [ t͡ʃʼ] |          |           |
| Nasale       | Nasale       | m [m]      |          | n [n]   | ny [ ɲ]   |          |           |
| liquide      | liquide      |            | r [r]    | l [l]   |           |          |           |
| Semi-voyelle | Semi-voyelle | w [w]      |          |         | y [ j]    |          |           |

Les phonèmes [p] et [z] ne se rencontrent que dans des emprunts à d'autres langues, le swahili ou l'anglais .

## Sources
- (en) Stroomer, Harry, 1987, A Comparative Study of Three Southern Oromo dialects in Kenya, Kuschitische Sprachstudien 6, Hamburg, Helmut Buske Verlag  (ISBN 3-87118-846-8)